# Лаксе-фьорд
Ла́ксе-фьорд (норв. Laksefjorden) — фьорд, расположенный в коммуне Лебесбю, Норвегия. Является 3-м фьордом по протяжённости в фюльке Финнмарк —  72 км (45 миль).
Находится между полуостровом Сверхольт на западе и полуостровом Нордкин на востоке.
Вдаётся в западное побережье Норвегии на 70 км. Максимальная глубина 329 м. Расположен в малозаселённой местности. Деревни Вейднес и Бренна — два самых крупных поселения на полуострове Свёрхольт. Озеро Кьёсваннет находится в центральной части полуострова.